# Ambassade de France au Danemark

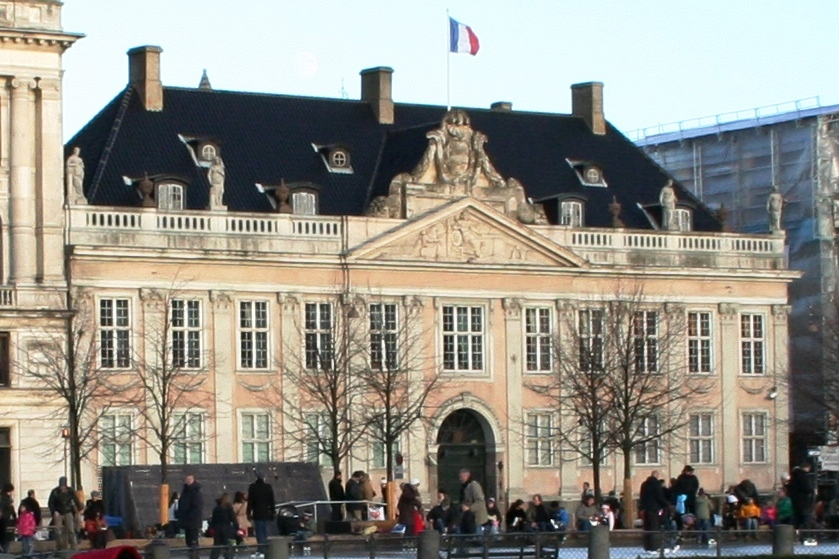
Ambassade de France au Danemark

L'ambassade de France au Danemark est la représentation diplomatique de la République française auprès du royaume du Danemark. Elle est située à Copenhague, la capitale du pays, et son ambassadeur est, depuis 2022, Christophe Parisot.

## Ambassade
L'ambassade est située au sein du Palais Thott, sur la Nouvelle Place Royale à Copenhague, à proximité du canal de Nyhavn. Le consulat général de France est situé à Ny Østergade 3, de l'autre côté de la place.

### Histoire

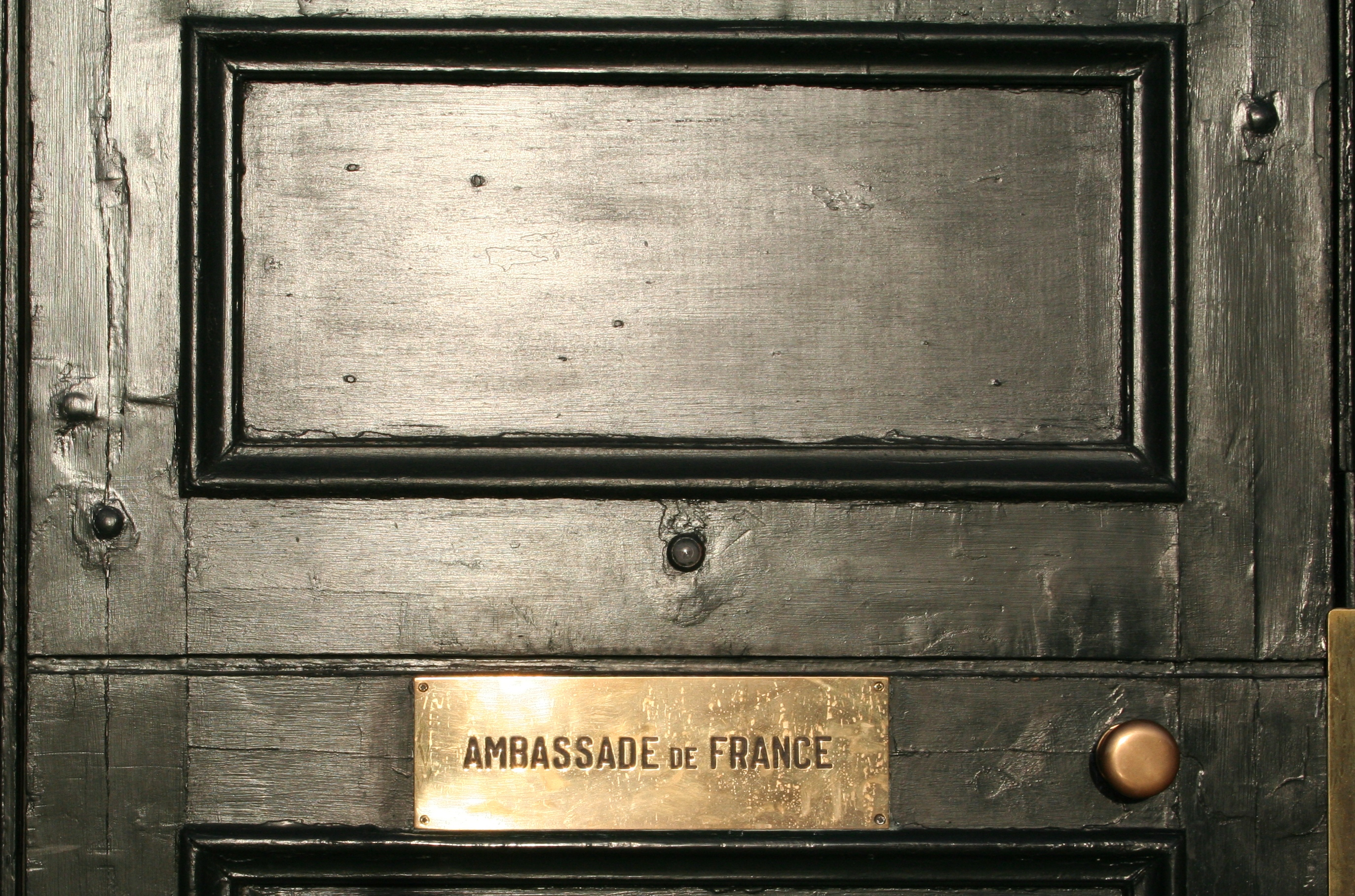
Détail de la porte d'entrée de l'ambassade.

Le Palais Thott a été conçu par Lambert van Haven, à la demande de Niels Juel, de 1683 à 1686. L'édifice, en forme de L, est dans le pur style baroque hollandais, avec chapiteaux corinthiens et fronton triangulaire. Il fut acquis par Otto Thott en 1769 et resta dans la famille Thott jusqu'en 1930, date à laquelle il fut acheté par l'État français qui y installa son ambassade.
Au début du XIXe siècle, le bâtiment a été agrandi et une troisième aile a été réalisée par Christian Gyldenløve, qui occupait alors les lieux. La cour intérieure et les façades sont l'œuvre de l'architecte français Nicolas-Henri Jardin, dans le style Louis XVI (1763-1764).

### Ambassadeurs de France au Danemark
| De   | À    | Ambassadeur           |
| ---- | ---- | --------------------- |
| 2007 | 2010 | Bérangère Quincy      |
| 2010 | 2013 | Véronique Bujon-Barré |
| 2013 | 2018 | François Zimeray      |
| 2018 | 2022 | Caroline Ferrari      |
| 2022 | auj. | Christophe Parisot    |

## Consulats
Outre consulat général de Copenhague, il existe 7 consuls honoraires basés à :
- Aalborg & Frederikshavn
- Århus
- Odense
- Rønne
- Ribe
- Nuuk (Groenland)
- Tórshavn (Îles Féroé)

### Communauté française
Le nombre de Français établis au Danemark est estimé à plus de 8 500, dont un tiers de binationaux. Les 3/4 des expatriés ont moins de 40 ans et une grande majorité vit dans la région de Copenhague. Au 31 décembre 2024, 6 780 sont inscrits sur les registres consulaires au Danemark.
| 2001  | 2002  | 2003  | 2004  | 2005  |
| ----- | ----- | ----- | ----- | ----- |
| 2 905 | 3 348 | 3 744 | 3 570 | 3 838 |

| 2006  | 2007  | 2008  | 2009  | 2010  |
| ----- | ----- | ----- | ----- | ----- |
| 4 408 | 3 745 | 4 258 | 4 462 | 4 903 |

| 2011  | 2012  | 2013  | 2014  | 2015  |
| ----- | ----- | ----- | ----- | ----- |
| 5 214 | 5 260 | 5 216 | 5 176 | 5 188 |

| 2016  | 2017  | 2018  | 2019  | 2020  |
| ----- | ----- | ----- | ----- | ----- |
| 5 695 | 5 773 | 5 668 | 5 659 | 5 321 |

| 2021  | 2022  | 2023  | 2024  | - |
| ----- | ----- | ----- | ----- | - |
| 5 035 | 5 833 | 6 076 | 6 780 | - |

Selon les statistiques officielles danoises, 9 198 français vivent au Danemark au deuxième trimestre 2024, dont 6 604 dans la région capitale. Les deux tiers de ces français ont moins de 40 ans.

### Circonscriptions électorales
Depuis la loi du 22 juillet 2013 réformant la représentation des Français établis hors de France avec la mise en place de conseils consulaires au sein des missions diplomatiques, les ressortissants français du Danemark élisent pour six ans trois conseillers consulaires. Ces derniers ont trois rôles : 
1. ils sont des élus de proximité pour les Français de l'étranger ;
2. ils appartiennent à l'une des quinze circonscriptions qui élisent en leur sein les membres de l'Assemblée des Français de l'étranger ;
3. ils intègrent le collège électoral qui élit les sénateurs représentant les Français établis hors de France.

Pour l'élection à l'Assemblée des Français de l'étranger, le Danemark appartenait jusqu'en 2014 à la circonscription électorale de Stockholm, comprenant aussi l'Estonie, la Finlande, l'Islande, la Lettonie, la Lituanie, la Norvège et la Suède, et désignant deux sièges. Le Danemark appartient désormais à la circonscription électorale « Europe du Nord » dont le chef-lieu est Londres et qui désigne huit de ses 28 conseillers consulaires pour siéger parmi les 90 membres de l'Assemblée des Français de l'étranger.
Pour l'élection des députés des Français de l’étranger, le Danemark dépend de la 3e circonscription.